# Sporisorium spermoideum
Sporisorium spermoideum är en svampart som först beskrevs av Berk. & Broome, och fick sitt nu gällande namn av Vánky 2003. Sporisorium spermoideum ingår i släktet Sporisorium och familjen Ustilaginaceae.   Inga underarter finns listade i Catalogue of Life.